# Ciechanowiec
Ciechanowiecⓘ é um município no nordeste da Polônia. Pertence à voivodia da Podláquia, no condado de Wysokie Mazowieckie. É a sede da comuna urbano-rural de Ciechanowiec.
A cidade privada tinha direitos de Magdeburgo antes de 1429, situava-se na região de Drohickie, na antiga voivodia da Podláquia. A parte polonesa de Ciechanowiec era uma cidade privada do Polônia do Congresso, localizada em 1827 no condado de Tykocin, na região de Łomża da voivodia de Augustów. Nos anos 1975–1998, a cidade pertencia administrativamente à voivodia de Łomża.
Estende-se por uma área de 19,5 km², com 4 340 habitantes, e uma densidade populacional de 222 hab./km², segundo dados de 31 de dezembro de 2024.
Ciechanowiec está localizado a 130 km de Varsóvia, na rota turística de Białowieża, na Área de Paisagem Protegida do Vale dos rios Bug e Nurzec, no cruzamento das estradas de Ostrów Mazowiecka a Bielsk Podlaski e de Siemiatycze a Zambrów.
Três estradas provinciais 690, 681 e 694 passam por Ciechanowiec.
É uma das cidades mais antigas da Podláquia, situada no rio Nurzec, afluente direito do Bug. À esquerda, margem leste do rio, está a parte mais antiga de Ciechanowiec, com a antiga praça do mercado, a igreja, a antiga sinagoga e os edifícios públicos mais importantes, enquanto está à direita o Museu da Agricultura.

## História

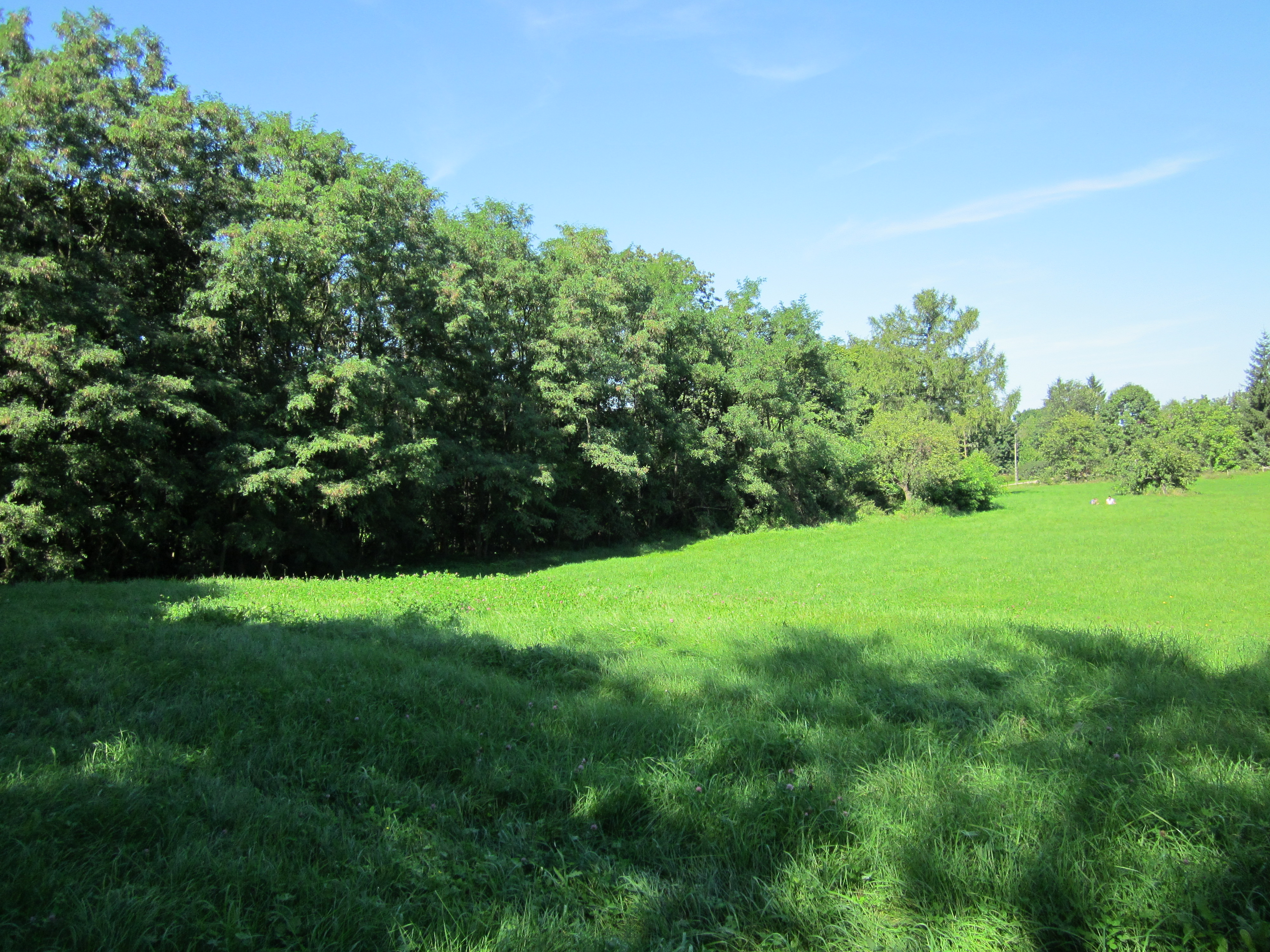
A área com os vestígios das fundações — os restos do castelo de Kiszków

Ciechanowiec recebeu os direitos municipais de Magdeburgo em 1429 do príncipe lituano Witold Kiejstutowicz ou do príncipe mazoviano Janusz I, o Velho. Em 1446 havia uma paróquia católica em Ciechanowiec. Nos documentos mais antigos, o nome da cidade foi escrito como Czyekhonowecz (em 1500) e como Techonowcy (1535–1536). Os documentos mais antigos da cidade preservados são do século XVI.
No século XVI, a cidade pertencia à família Kiszków. Em meados do século XVI, o castelão de Trakai, Piotr Kiszka, construiu um castelo na margem direita do rio Nurzec, a nordeste da cidade. Nos anos 1617–1642, Mikołaj Kiszka fortaleceu o castelo, cercando-o com fortificações de terra de quatro lados. Em 1649, o voivoda de Połock, Janusz Kiszka (1586–1654), vendeu a Velha Ciechanowiec a Konstanty Eustach Zalewski. O próximo proprietário foi o camareiro de Drohica, Jerzy Monwid Irzykowicz (morto em 1659). Por volta de 1656–1657 a cidade e o castelo foram destruídos durante o Dilúvio sueco. A próxima proprietária foi Eleonora Bremerowa, nascida Irzykowicz, que se casou com o coronel Idzi Bremer de Britmar (morto em 1662), e depois com o escritor de Nur, Nikodem Jabłonowski. O próximo proprietário foi a filha de Idzi e Eleonora, Marianna Bremerowa, que se casou com Jerzy Hieronim Ossoliński. Presumivelmente, a cidade foi danificada pela Terceira Guerra do Norte que ocorreu na Polônia nos anos 1700–1706.

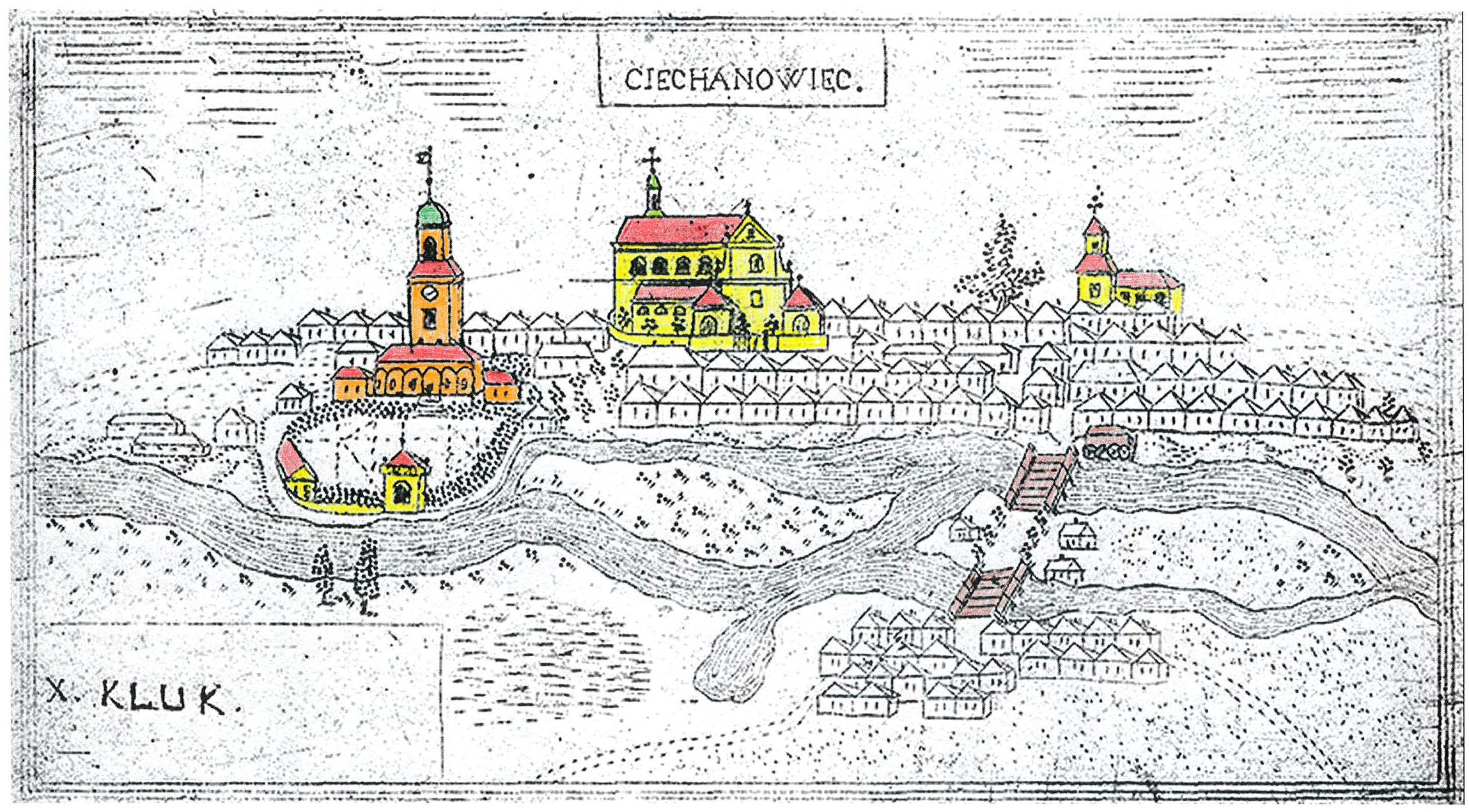
Ciechanowiec por volta de 1770

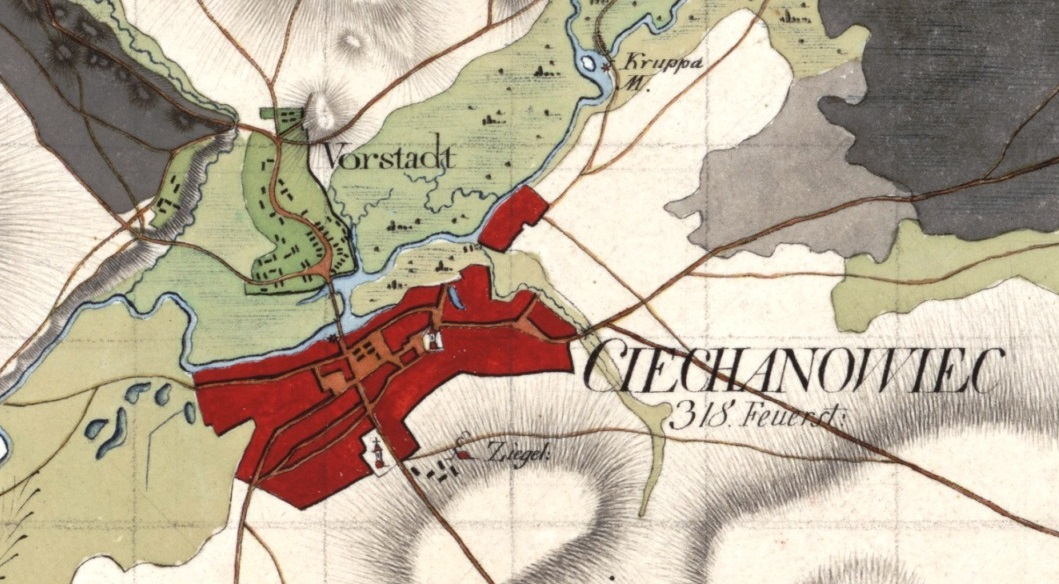
Ciechanowiec em uma parte do mapa de 1795

Em 1703, Ciechanowiec foi comprada pelo alferes de Drohicki, Franciszek Maksymilian Ossoliński de Rudka (1676–1756). Depois dele, a cidade foi herdada por seu filho Tomasz Konstanty Ossoliński (1716–1782). Nos anos 1736–1739, uma igreja de tijolos da Santíssima Trindade e um hospital barroco e convento das Irmãs da Misericórdia foram construídos, conforme o projeto de Jan Adrian Kluk, um arquiteto de Vármia. Seu filho, padre Jan Krzysztof Kluk (1739–1796), um pároco local, dedicou-se às ciências naturais, tornando-se um dos mais importantes naturalistas poloneses do Iluminismo. Durante as partições, Ciechanowiec inicialmente (1795–1807) passou para o domínio prussiano e depois do Congresso de Viena — para a Rússia. Então a cidade foi dividida em duas partes. A parte da margem direita (chamada de Cidade Nova ou “lado polonês”) estava nas fronteiras da Polônia do Congresso, e a margem esquerda, a Cidade Velha (o “lado ruteno”) — na Rússia. Nos anos 1829–1888, a Cidade Velha foi propriedade de Stefan Ciecierski, que em 1850 fundou um monumento ao padre botânico Krzysztof Kluk na cidade. Em 1842, as autoridades russas fecharam o hospital e convento das Filhas da Caridade. Durante a Revolta de Janeiro, o antigo hospital foi tomado em 1863 pelo batalhão russo sob o comando do Major Korf, que pacificou as imediações de Ciechanowiec, cometendo inúmeras atrocidades. Como resultado da revolta, a margem direita, Nova Ciechanowiec, perdeu seus direitos municipais em 1870. No final do século XIX, a indústria têxtil se desenvolveu na cidade. Ciechanowiec também era famosa pelas feiras de cavalos. A cidade sofreu danos consideráveis em 1915 durante a Primeira Guerra Mundial. O castelo foi incendiado. Outra destruição ocorreu durante a Guerra polaco-bolchevique, que foi lentamente reparada no período entre guerras. Naquela época, a cidade era conhecida por seu grande número de oficinas, principalmente judaicas. O número de judeus aumentou para cerca de 55% da população da cidade naquela época.

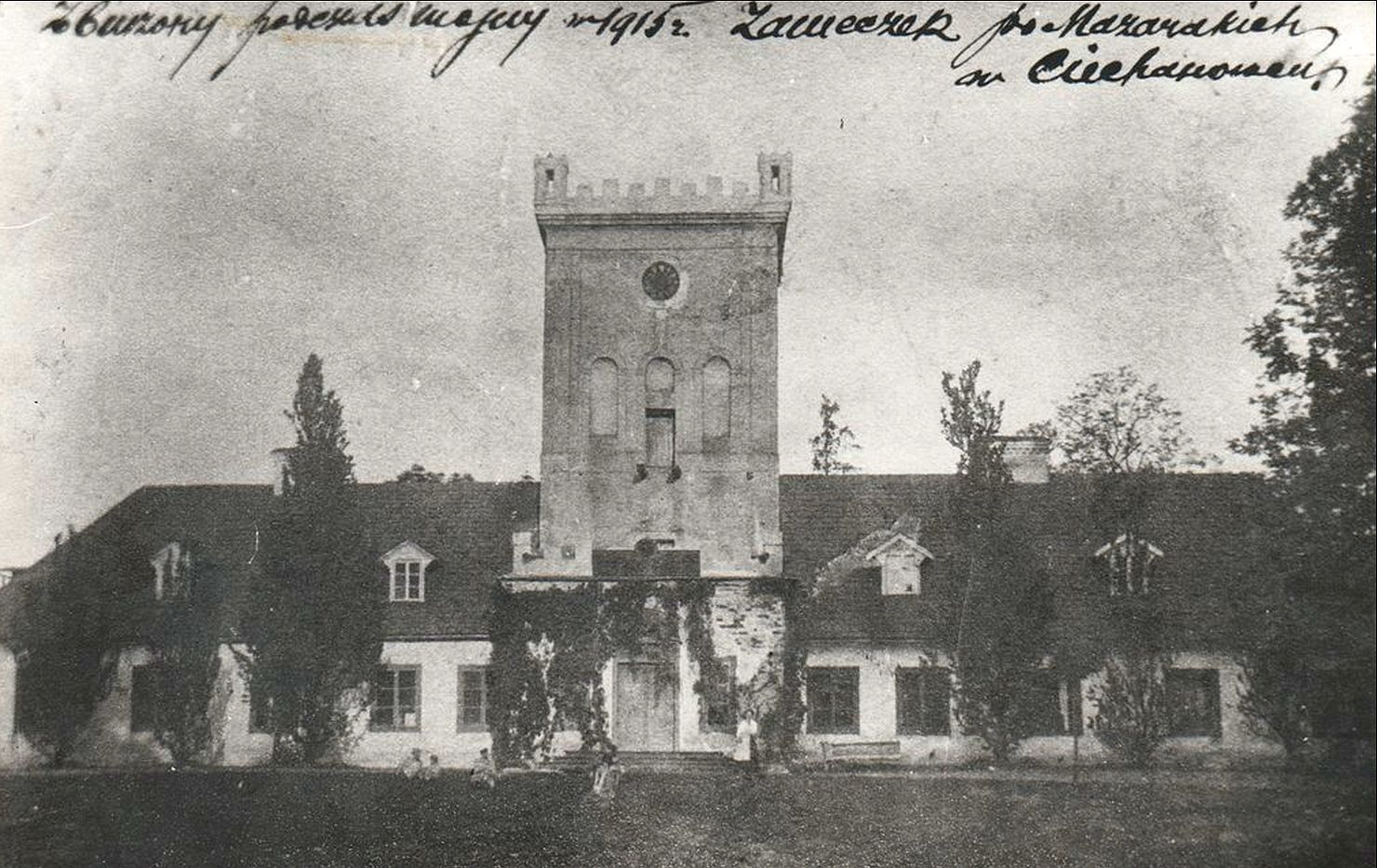
Mansão construída antes de 1915 no local do castelo Kiszków

Em 1921 em Ciechanowiec (cidade), que se localizava no condado de Bielsk, havia 344 edifícios residenciais e 17 outros edifícios habitados (incluindo 1 edifício desconhecido) e 3 291 habitantes (1 525 homens e 1 766 mulheres). 1 653 se declararam poloneses, 1 603 judeus, 11 bielorrussos, 21 alemães e 3 russos.
Em Ciechanowiec (bairro da cidade), que estava no condado de Wysokie Mazowieckie, na comuna de Klukowo, havia 193 edifícios residenciais e 18 outros edifícios habitados e 1 658 habitantes (776 homens e 882 mulheres). A nacionalidade polonesa foi indicada por 736 pessoas, 919 judeus, 1 alemão e 2 outras nacionalidades.
Em 1938, a parte da margem direita da cidade (com o estatuto de um assentamento) foi anexada à margem esquerda, Ciechanowiec (então localizada no condado de Bielsk), anteriormente localizado no condado de Wysokie Mazowieckie (na comuna de Klukowo).

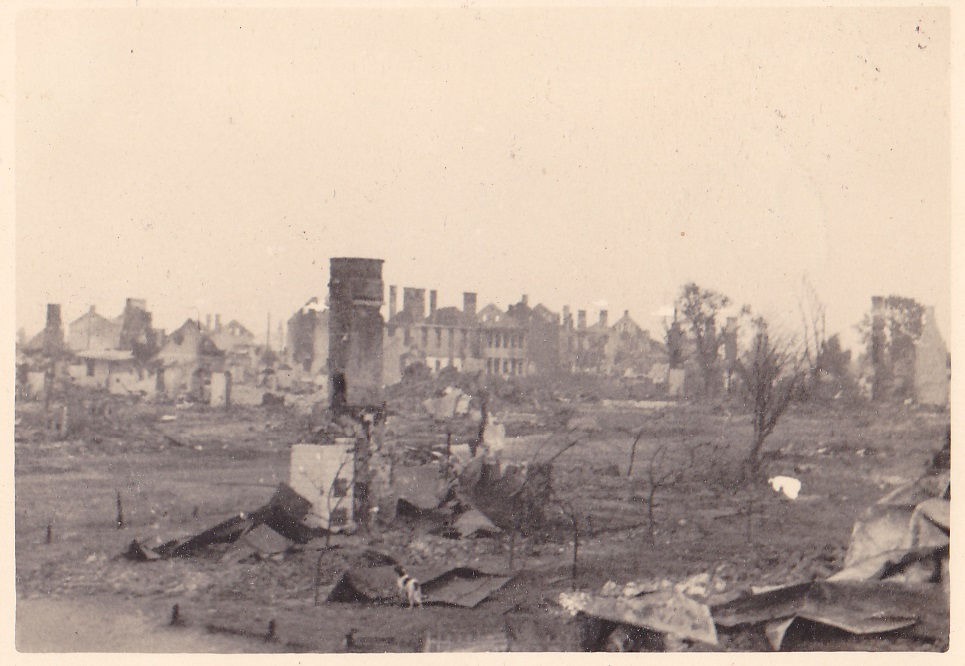
Ruínas da cidade — Segunda Guerra Mundial

Durante a Segunda Guerra Mundial, a cidade foi destruída — sob o Pacto Molotov-Ribbentrop, primeiro pelos soldados do Exército Vermelho, e a partir de junho de 1941 — pelas tropas alemãs.
Em novembro de 1941, os alemães estabeleceram um gueto para a população judaica em Ciechanowiec. Consistia em duas partes situadas em ambos os lados do rio Nurzec (na área das seguintes ruas: Drohicka, Wspólna e Kościuszki, e Łomżyńska e Kuczyńska). No total, cerca de 4 mil pessoas passaram pelo gueto. Durante a sua existência, os alemães assassinaram cerca de 80 homens judeus em Pobikry, várias dezenas no bosque de Ciarka, 20 pessoas em Kuczyn e o mesmo número no pátio da gendarmaria em Ciechanowiec. Em 15 de outubro de 1942, a maioria dos habitantes do gueto foi transportada para o campo de extermínio de Treblinka, cerca de 700 pessoas foram baleadas no local e 60 conseguiram escapar. O gueto foi liquidado em 2 de novembro de 1942.
Após a guerra, a reconstrução levou muito tempo — a cidade não recuperou sua antiga importância e população. Também permaneceu fora do caminho comum das principais vias de transportes.

## Monumentos históricos

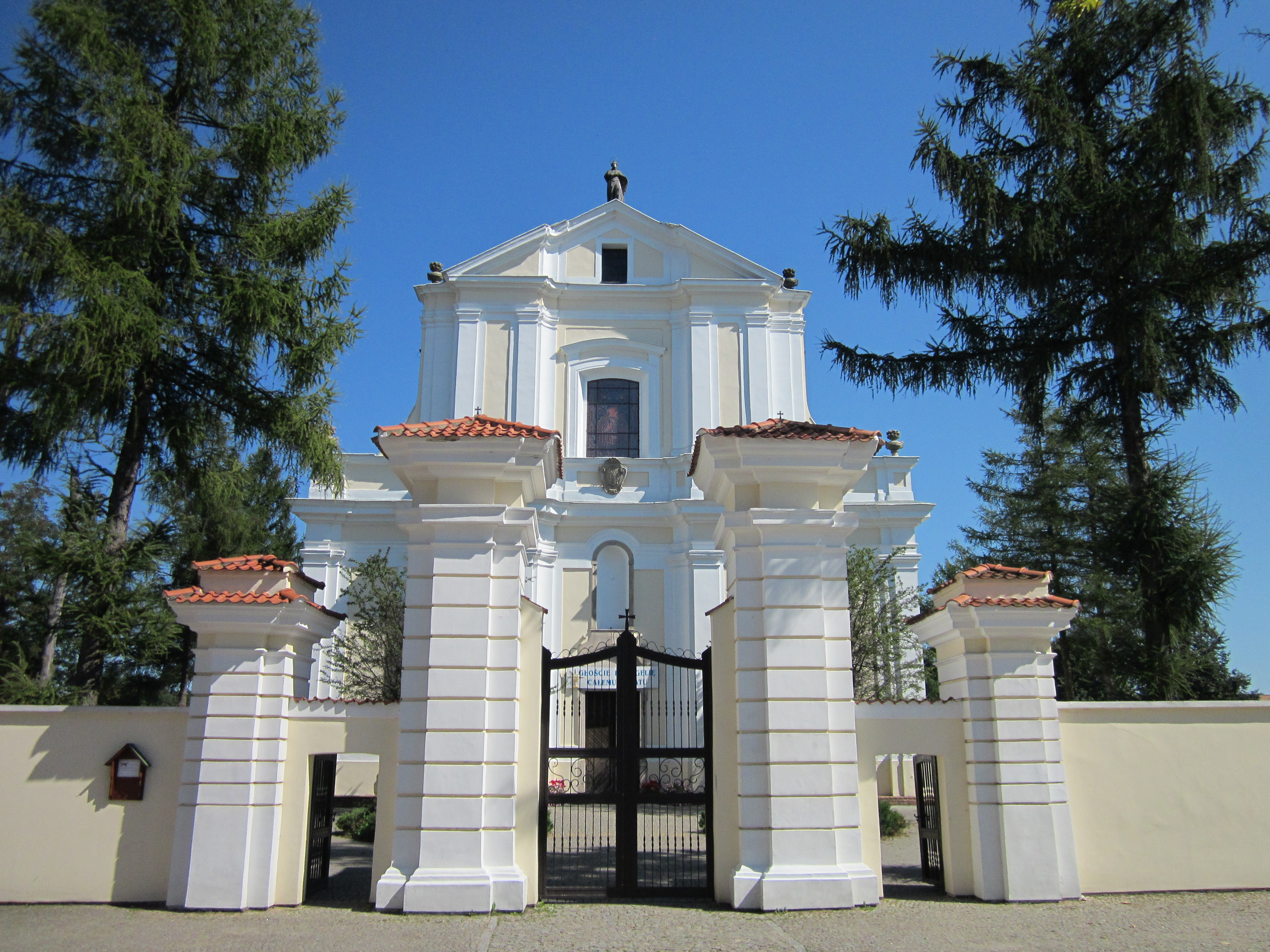
Fachada da igreja da Santíssima Trindade do século XVIII

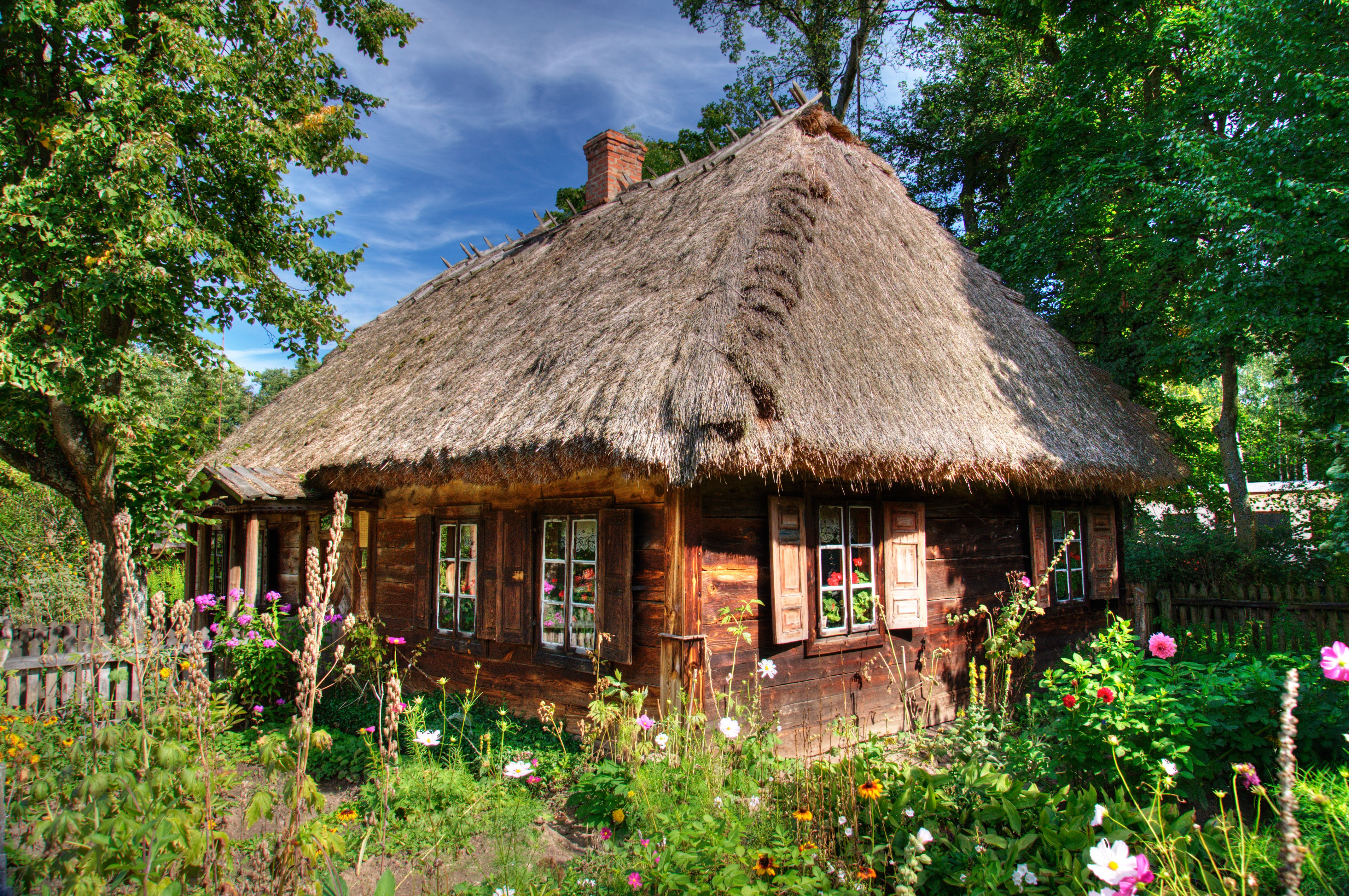
Casa de campo do Museu da Agricultura Krzysztof Kluk em Ciechanowiec

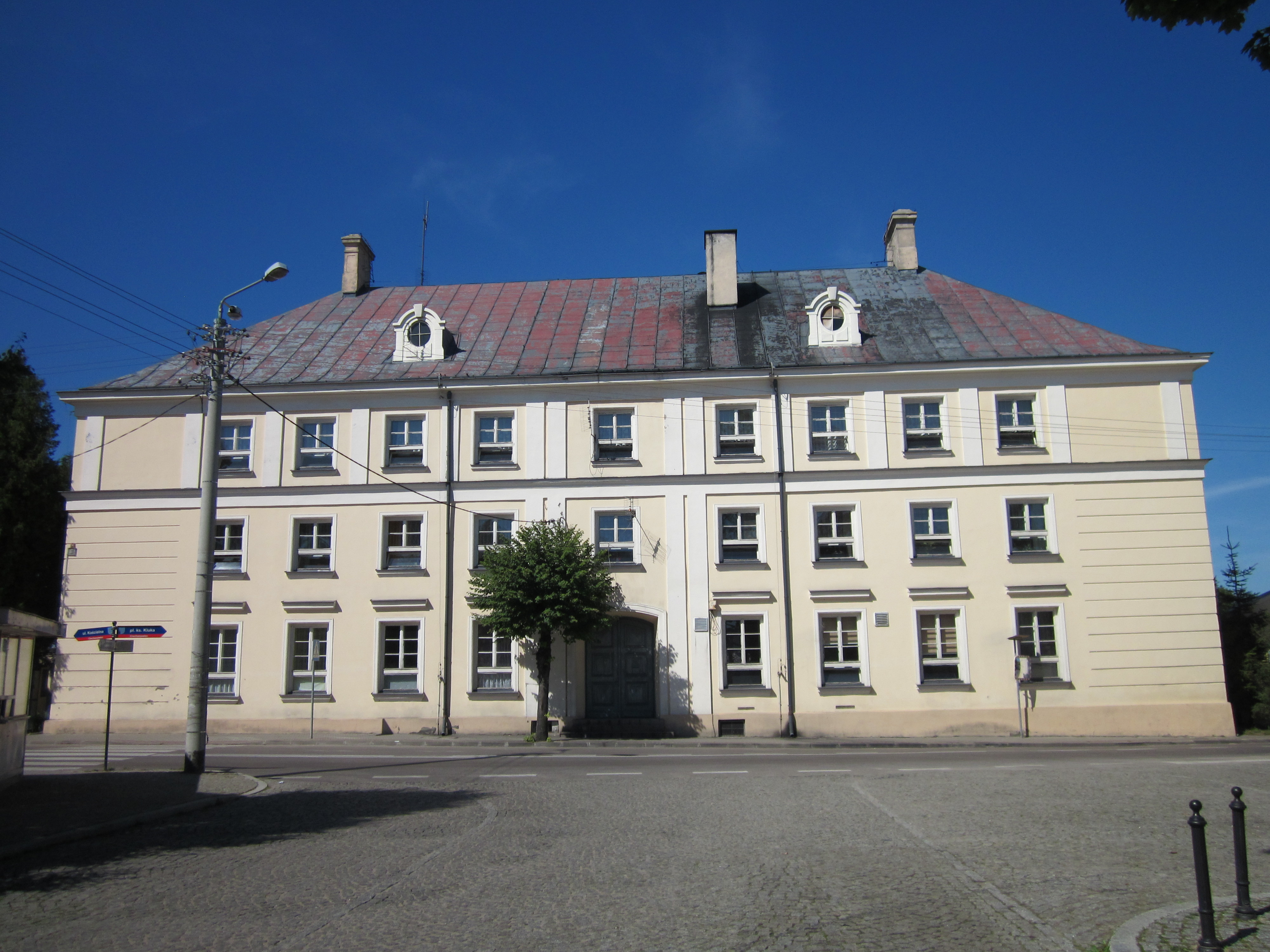
Antigo Complexo do mosteiro das Irmãs da Misericórdia (Filhas da Caridade) do século XVIII

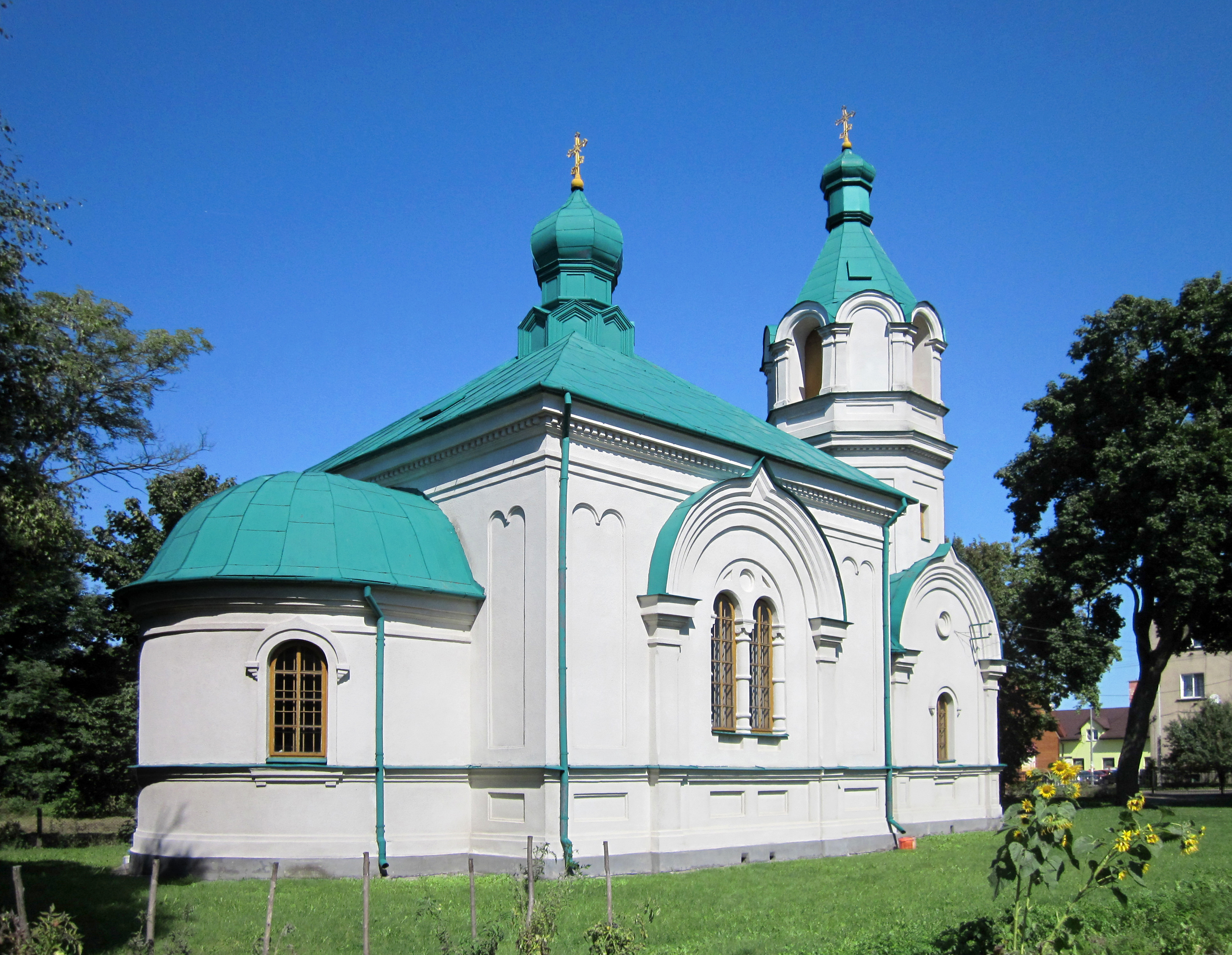
Igreja ortodoxa de Ascensão do Senhor

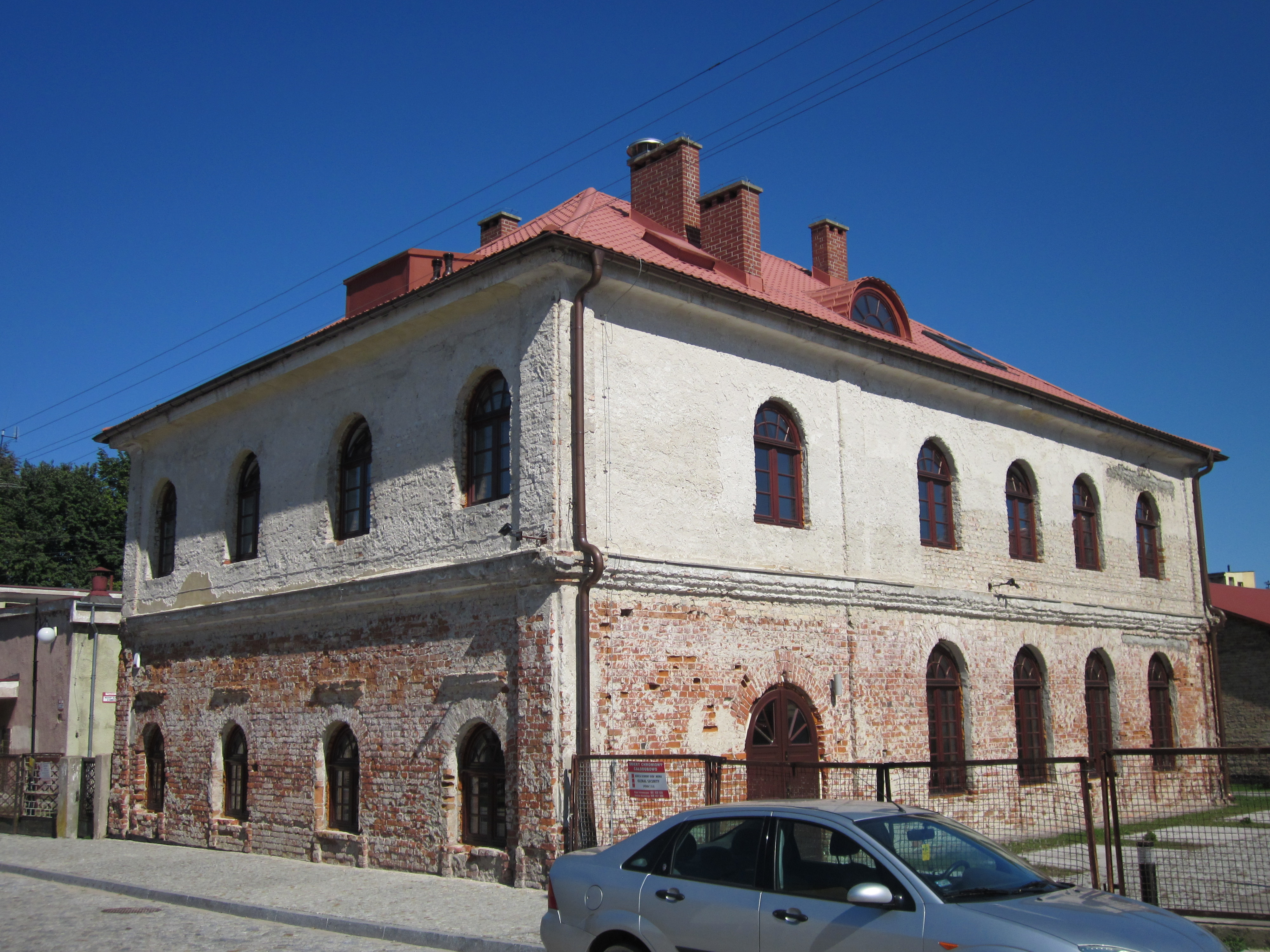
Antiga sinagoga, atualmente Centro Cultural de Ciechanwiecki

- Palácio em Ciechanowiec — o edifício restaurado abriga o Museu da Agricultura padre Krzysztof Kluk, com um rico museu ao ar livre, uma exposição de máquinas agrícolas, um jardim botânico de plantas medicinais, o primeiro museu do ovo de Páscoa na Polônia e o único e maior Museu Veterinário da Europa.
- Museu ao Ar Livre mazoviano-podláquio — na área do museu ao ar livre existem: casas rurais representativas da região, uma casa senhorial do século XIX, celeiros, um moinho, e organiza eventos artísticos e concertos ao ar livre no verão.
- Igreja da Santíssima Trindade em estilo barroco, construída nos anos 1731–1737 a partir da fundação de Franciszek Maksymilian Ossoliński. Apresenta um epitáfio tumular (1848) com um busto em mármore do padre Krzysztof Kluk.
- Mosteiro e complexo hospitalar do século XVIII e a estátua do século XIX de São Floriano, patrono do corpo de bombeiros.
- Ruínas da antiga sinagoga e do mikvá.
- Igreja ortodoxa da Ascensão do Senhor. Erguida em 1864 no local de uma igreja de madeira Pounic. Durante a Segunda Guerra Mundial foi o local de execução de civis pelos nazistas, lembrado por um obelisco erguido na praça da igreja. O templo é a sede da paróquia local.
- Disposição espacial da cidade medieval na forma de um fuso, que se estende paralelamente ao rio Nurzec.
- Complexo de cemitérios na rua Sienkiewicza:
  - Cemitério católico, 1.ª metade do século XIX
    - Muro com portão, 1842
    - Capela tumular da família Szczuk, 1859

  - Cemitério evangélico, fechado, 1.ª metade do século XIX
  - Cemitério ortodoxo, meados do século XIX
  - Monumento com a área do antigo cemitério judaico
  - Cemitério de guerra da Primeira Guerra Mundial (soldados do Exército polonês).[17]
- Castelo em Ciechanowiec − vestígios de aterros em um plano quadrilátero na área da rua Parkowa. O castelo do cavaleiro no Nurcem foi construído na primeira metade do século XVI por Piotr Kiszka, o voivoda de Połock, cuja família veio de Ciechanowiec. O castelo Ciechanowiec foi visitado três vezes (nos anos: 1576, 1581 e 1582) pelo rei Estêvão Báthory, viajando da Coroa da Polônia para a Lituânia. Nos anos 1617−1642, o castelo foi cercado por fortificações de terra construídas por ordem de Mikołaj Kiszka. A fortificação tinha a forma de um quadrilátero, feito de aterros de 130 × 150 m de comprimento (sem contar a largura dos fossos circundantes). Nos aterros havia edifícios residenciais de uma forma espacial desconhecida. Em 1649, o voivoda de Połock, Janusz Kiszka (1586−1654), vendeu a Ciechanowiec Velha para Konstanty Eustachy Zalewski. O próximo proprietário foi Jerzy Monwid Irzykowicz, camareiro de Drohicz (falecido em 1659) e naquela época o castelo foi destruído durante o dilúvio sueco por volta de 1656−1657 e não foi reconstruído. A filha de Jerzy Montwid Irzykowicz, Eleonora Bremerowa nascida Irzykowicz, com seu marido, o comandante de Grodno e o superintendente de infantaria, Idzi Bremer de Britmar (falecido em 1662), mandou construir uma casa senhorial de larício no castelo, onde ela mais tarde morou com seu próximo marido, Nikodem Jabłonowski, um escritor de Nursk. A filha de Idzi e Eleonora, Marianna Bremerowa (falecida em 1688) casou-se com Jerzy Hieronim Ossoliński, porta-estandarte de Nuremberg. Presumivelmente, mais destruição foi causada pela Terceira Guerra do Norte, que ocorreu em terras polonesas nos anos 1702–1706. Em 1703, Ciechanowiec foi comprada por Franciszek Maksymilian Ossoliński de Rudka (1676−1756), o porta-estandarte de Drohica. Depois dele, o castelo foi herdado por seu filho Tomasz Konstanty Ossoliński (1716−1782). No século XVIII, a família Ossoliński reconstruiu parcialmente o edifício, mas a moradia só tinha a forma de uma casa senhorial de lariço com uma torre de tijolos existente no século XVIII, que provavelmente recebeu seu traje externo, conhecido por fotografias e referente ao estilo neogótico, na 2.ª metade do século XIX. Nos anos de 1829−1888, Ciechanowiec era propriedade de Stefan Ciecierski, mas presumivelmente ele não fez grandes investimentos no prédio, residindo principalmente na casa senhorial de madeira em Pobikry. Desde 1908, as partes de madeira da casa senhorial, chamadas “Zameczek” pelo povo, abrigavam uma escola de quatro graus. Durante a Primeira Guerra Mundial, em agosto de 1915, os edifícios de madeira da casa senhorial foram incendiados por tropas russas em fuga. A torre do relógio desabou em abril de 1921 e seus restos foram demolidos.[18][19] Durante a Segunda Guerra Mundial, os ocupantes nazistas estabeleceram um campo de tiro prático no local do antigo castelo. Sob a muralha que corre ao longo da seção sul do fosso, paredes de tijolos, que datam dos séculos XVIII e XIX, foram expostas.[20]

## Turismo
Uma das atrações turísticas de Ciechanowiec e seus arredores é o rio Nurzec que atravessa a cidade, cuja parte inferior, de 8 quilômetros, está na Área de Paisagem Protegida do Vale dos rios Bug e Nurzec. Meandros que serpenteiam por campos e florestas são refúgio para muitas espécies de animais que vivem à beira da água, como castores, lontras e diversas espécies de pássaros. Nurzec e a represa de Nurcu com centro esportivo e recreativo e praia são atrações, entre outras, para os amantes de passeios de canoagem.
Os arredores de Ciechanowiec são áreas agrícolas com solo arenoso de baixa qualidade, florestas de coníferas e mistas e aldeias — em parte para resorts recreativos e de verão, especialmente pelos rios Nurzec e Bug. As perspectivas de desenvolvimento da Ciechanowiec estão relacionadas à indústria de alimentos e processamento, bem como ao agroturismo.

## Demografia

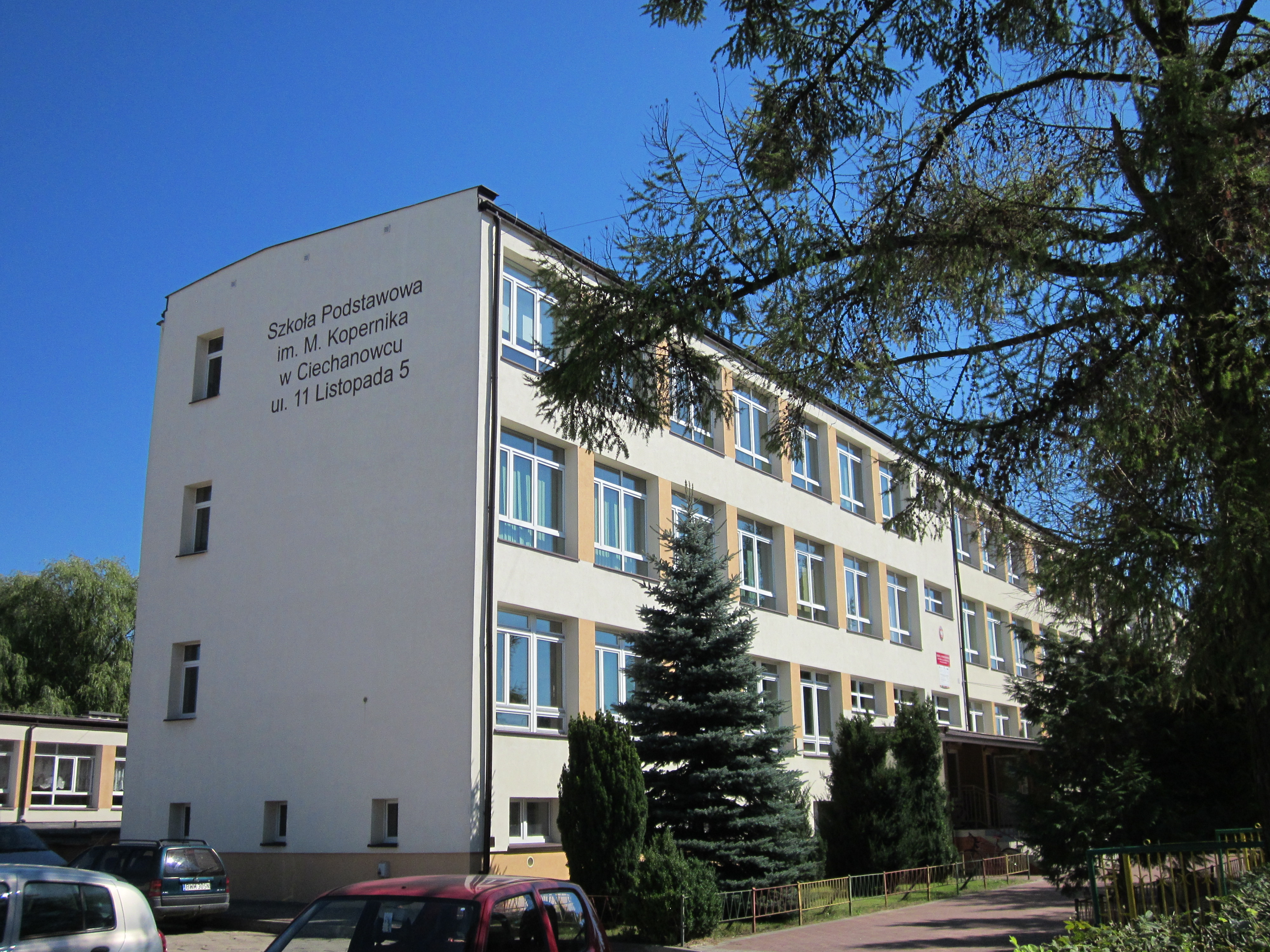
Edifício da Escola primária M. Copérnico

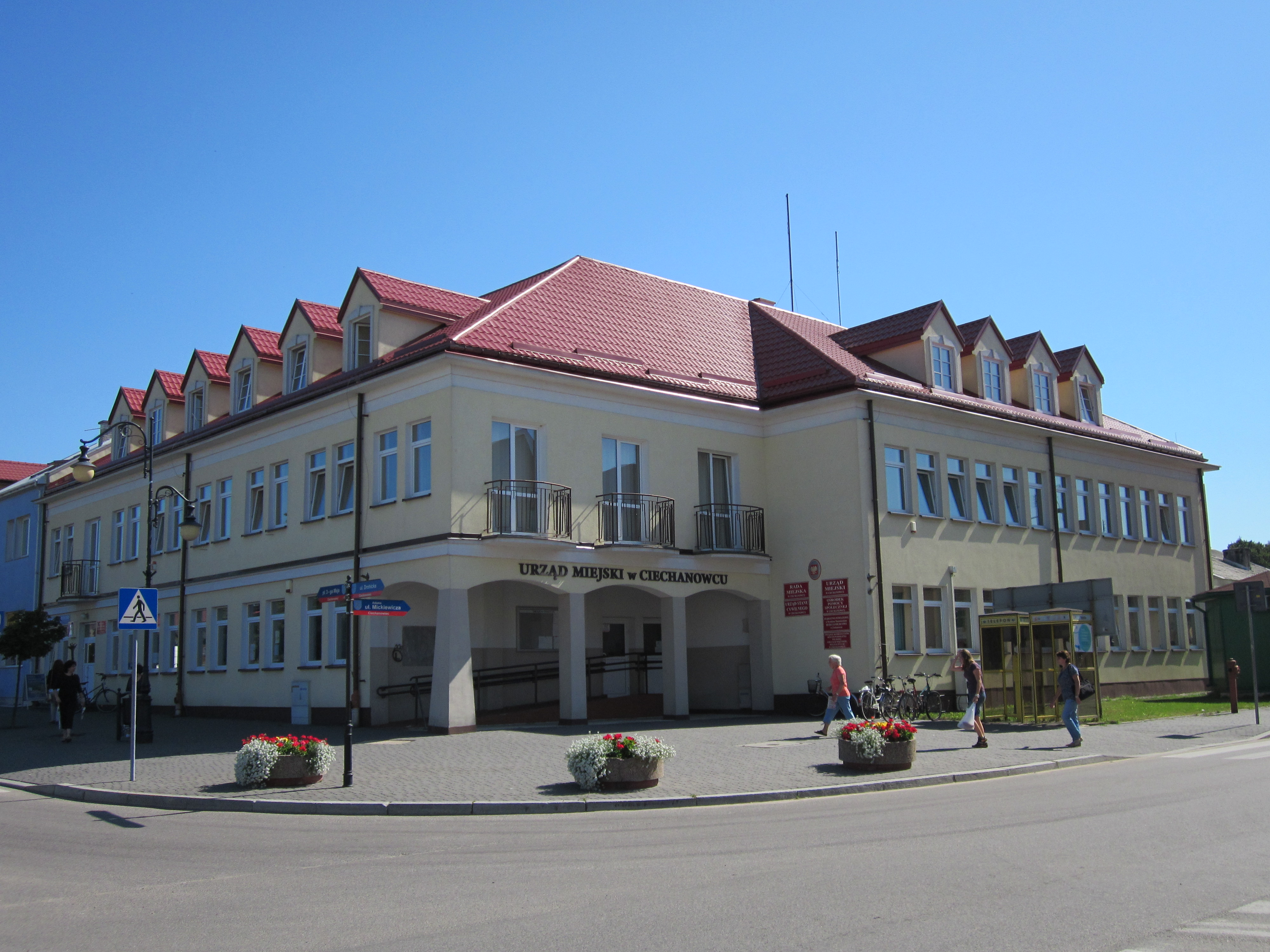
Prefeitura na Praça 3 Maja

Conforme os dados do Escritório Central de Estatística da Polônia (GUS) de 31 de dezembro de 2024, Ciechanowiec é uma cidade muito pequena com uma população de 4 340 habitantes (20.º lugar na voivodia da Podláquia e 606.º na Polônia), tem uma área de 19,5 km² (19.º lugar na voivodia da Podláquia e 319.º lugar na Polônia) e uma densidade populacional de 222 hab./km² (28.º lugar na voivodia da Podláquia e 827.º lugar na Polônia). Nos anos 2002–2024, o número de habitantes diminuiu 11,3%.
Os habitantes de Ciechanowiec constituem cerca de 8,17% da população do condado de Wysokie Mazowieckie, constituindo 0,38% da população da voivodia da Podláquia.
| Descrição                         | Total      | Total    | Mulheres   | Mulheres | Homens     | Homens   |
| --------------------------------- | ---------- | -------- | ---------- | -------- | ---------- | -------- |
| unidade                           | habitantes | %        | habitantes | %        | habitantes | %        |
| população                         | 4 340      | 100      | 2 205      | 50,8     | 2 135      | 49,2     |
| superfície                        | 19,5 km²   | 19,5 km² | 19,5 km²   | 19,5 km² | 19,5 km²   | 19,5 km² |
| densidade populacional (hab./km²) | 222        | 222      | 112,8      | 112,8    | 109,2      | 109,2    |

Segundo o censo de 1921, a cidade era habitada por 3 291 pessoas, sendo 1 568 católicas, 39 ortodoxas, 34 evangélicas e 1 649 judias, e um morador não especificou a religião. Ao mesmo tempo, 1 653 habitantes declararam nacionalidade polonesa, 11 bielorrussos, 21 alemães, 1 603 judeus e 3 russos. Havia 361 edifícios residenciais.
- Gráfico populacional da cidade de Ciechanowiec desde 1580:

Fonte: Plan Odnowy Miejscowości Ciechanowiec. Uchwała Rady Miejskiej w Ciechanowcu Nr 110/XVII/08 z dnia 29 maja 2008, Historia Ciechanowca do roku 1947, Żydzi w Ciechanowcu w XVIII–XIX wieku. Część 1

## Transportes
Ciechanowiec está localizada no cruzamento de três estradas da voivodia:
- : Roszki-Wodźki — Łapy — Brańsk — Ciechanowiec
- : Czyżew-Osada — Ciechanowiec — Siemiatycze
- : Poręba-Kocęby — Brok — Małkinia Górna — Ciechanowiec

A cidade tem ligações de ônibus com Białystok, Siemiatycze, Varsóvia, Gdańsk, Bielsk Podlaski, Łomża, Zambrów, Wysokie Mazowieckie, Ostrów Mazowiecka, bem como com as estações ferroviárias de Czyżew-Stacja, Małkinia e Szepietowo.

## Eventos culturais
- Abril — Feira de Santo Adalberto
- Junho:
  - Festival “Wianki na Nurcu”
  - “Zajazd Wysokomazowiecki. Uma história viva da nobreza”
- Julho — Concurso de Condução de Trenós a Cavalos para a Taça do Presidente da Câmara de Ciechanowiec
- Agosto:
  - “Festival do Pão da Podláquia”
  - Festival Internacional de Folclore “Podlaskie Spotkania”
- Dezembro — Competição de Tocar os Instrumentos do Pastor Folclórico Kazimierz Uszyński “Ligawka”

## Administração
Ciechanowiec é membro da associação União das Cidades Polonesas.

## Comunidades religiosas

### Catolicismo
- Igreja Católica de Rito Latino
  - Paróquia da Santíssima Trindade (Diocese de Drohiczyn)
  - Paróquia da Bem-Aventurada Virgem Maria de Fátima (Diocese de Łomża)

### Ortodoxia
- Igreja Ortodoxa Polonesa
  - Paróquia da Ascensão do Senhor

### Restauracionismo
- Testemunhas de Jeová
  - Igreja

## Galeria

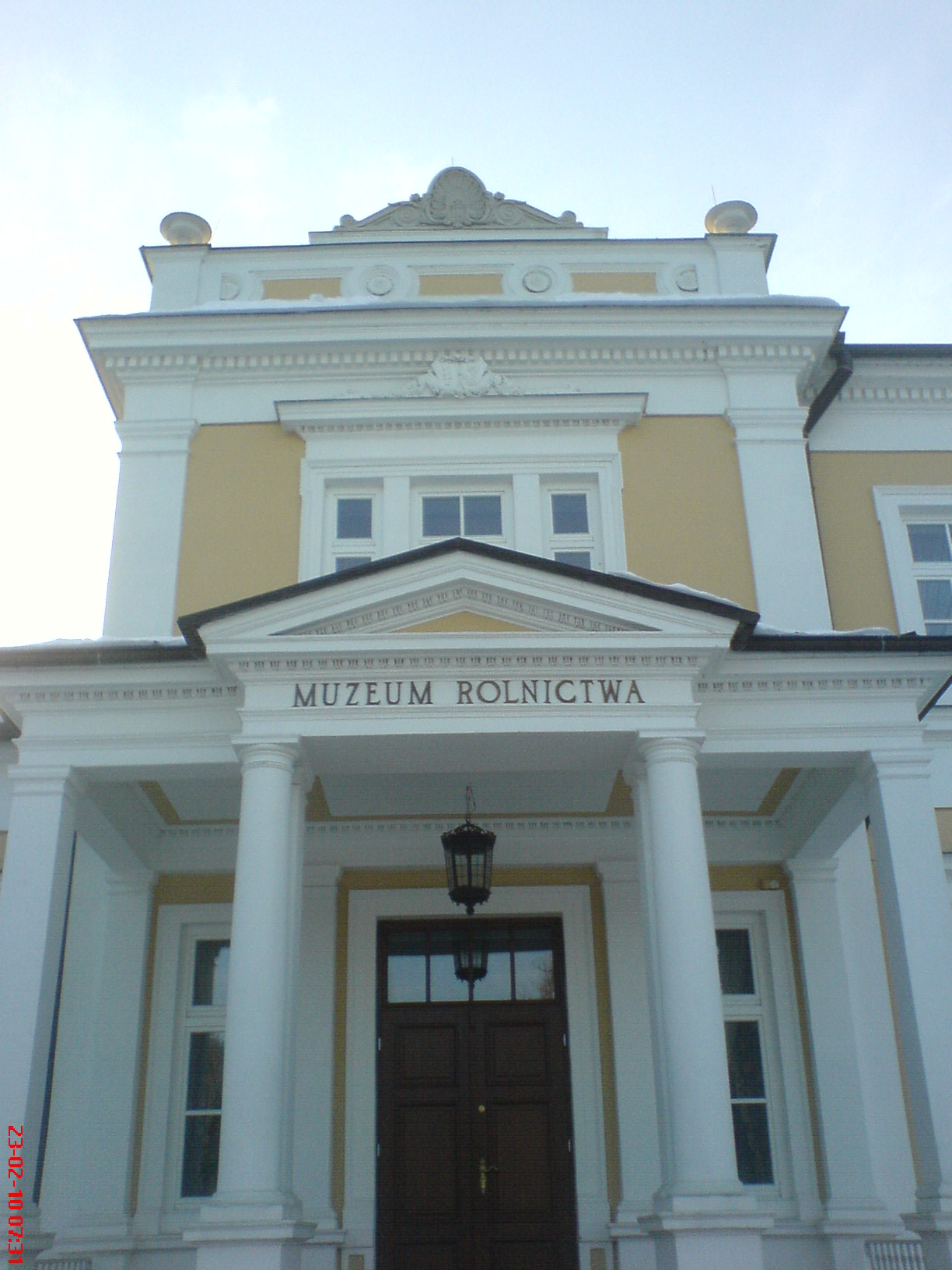
Sede do Museu da Agricultura padre Krzysztof Kluk
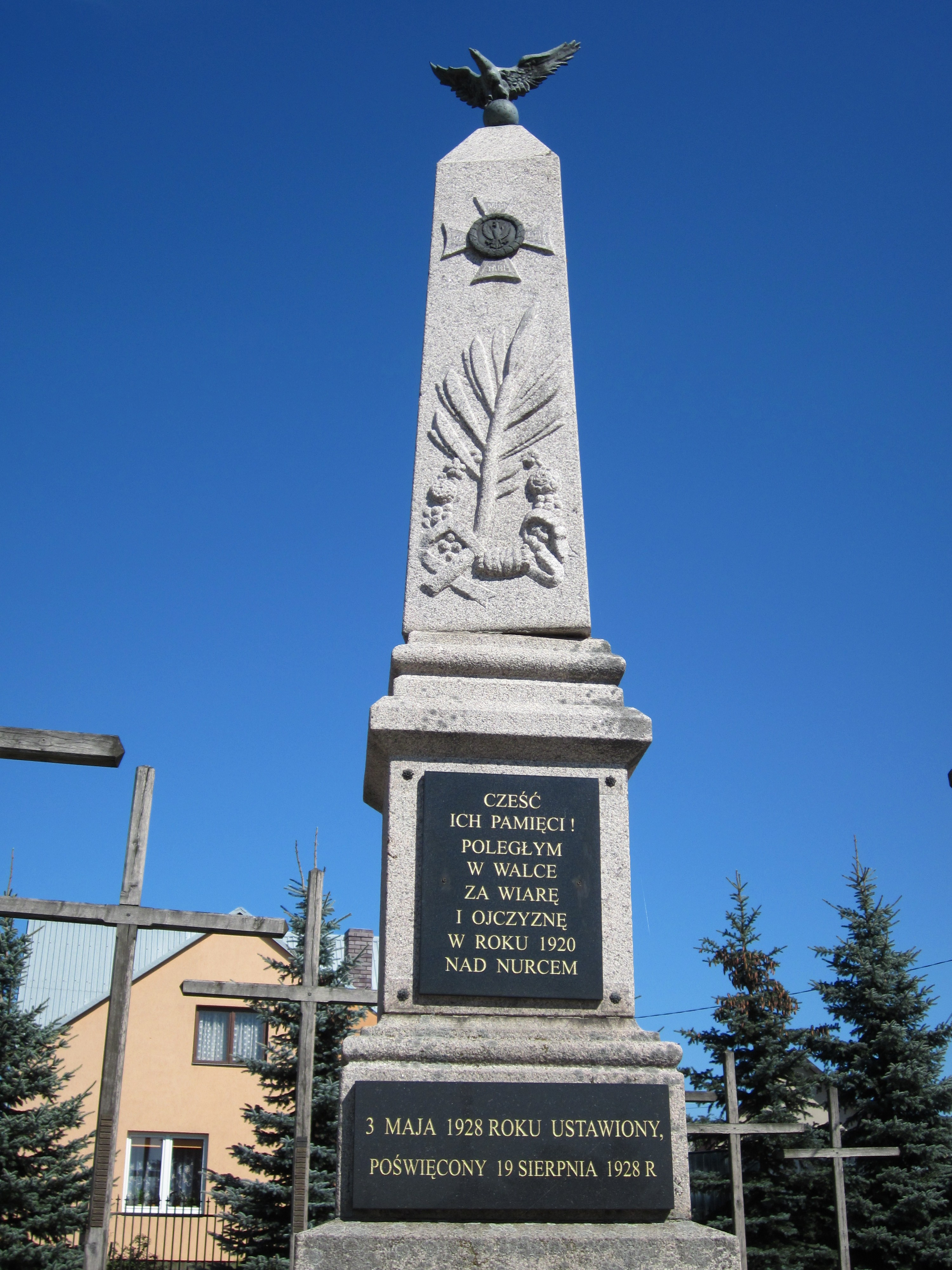
Monumento - obelisco de soldados caídos do exército polonês em 1920 no rio Nurzec
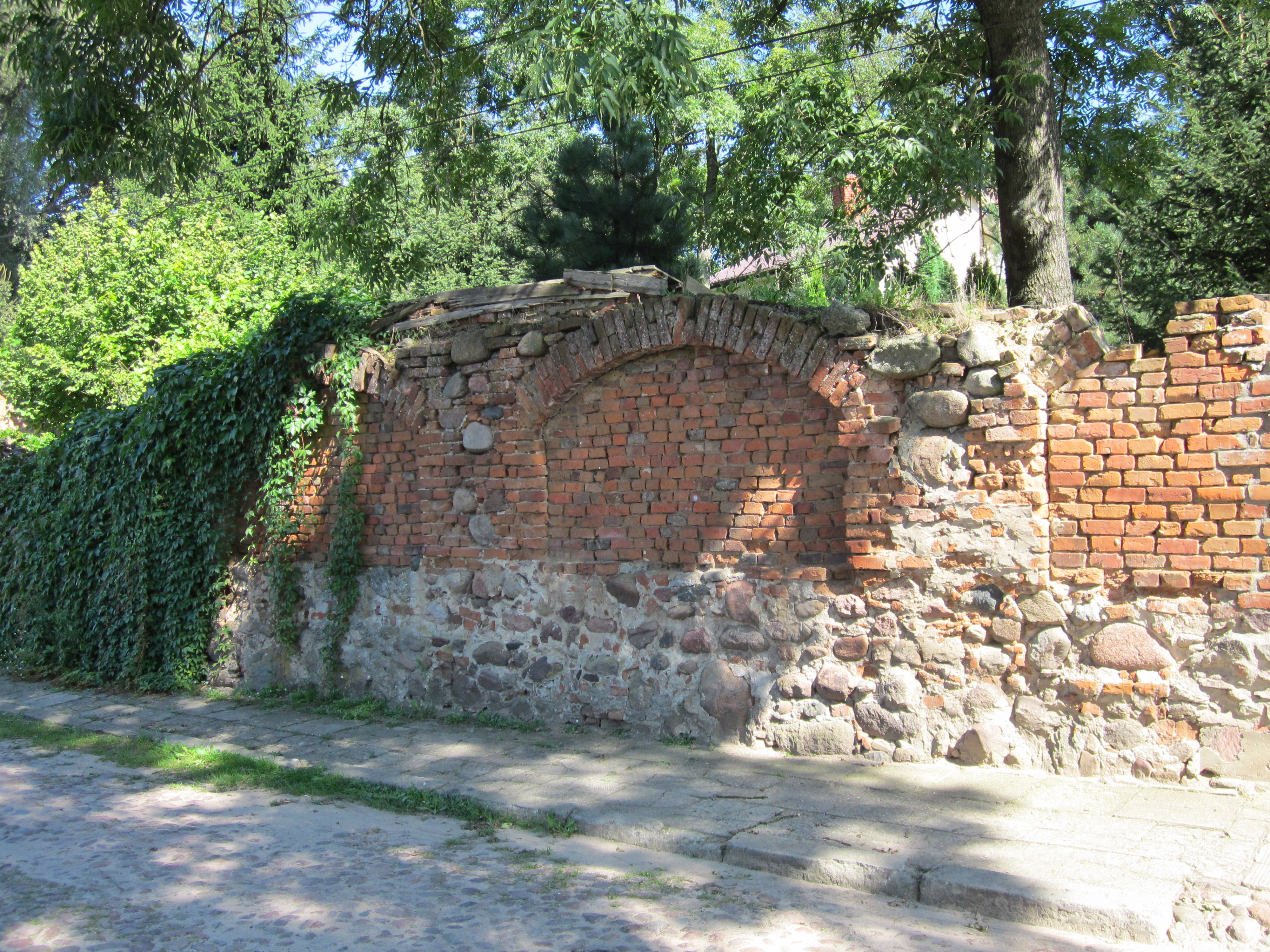
Parte do muro da arcada na rua Parkowa
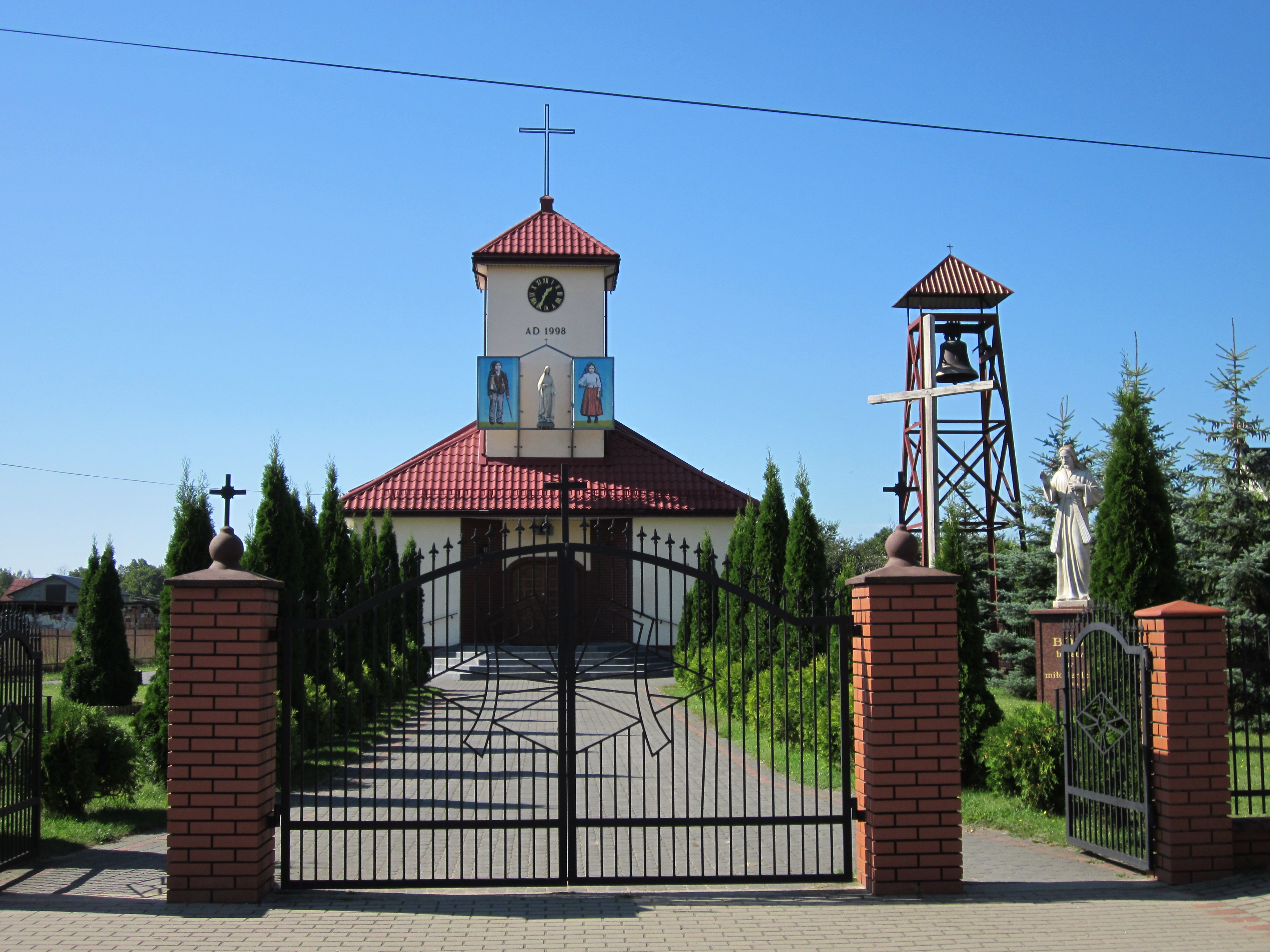
Igreja de Nossa Senhora de Fátima
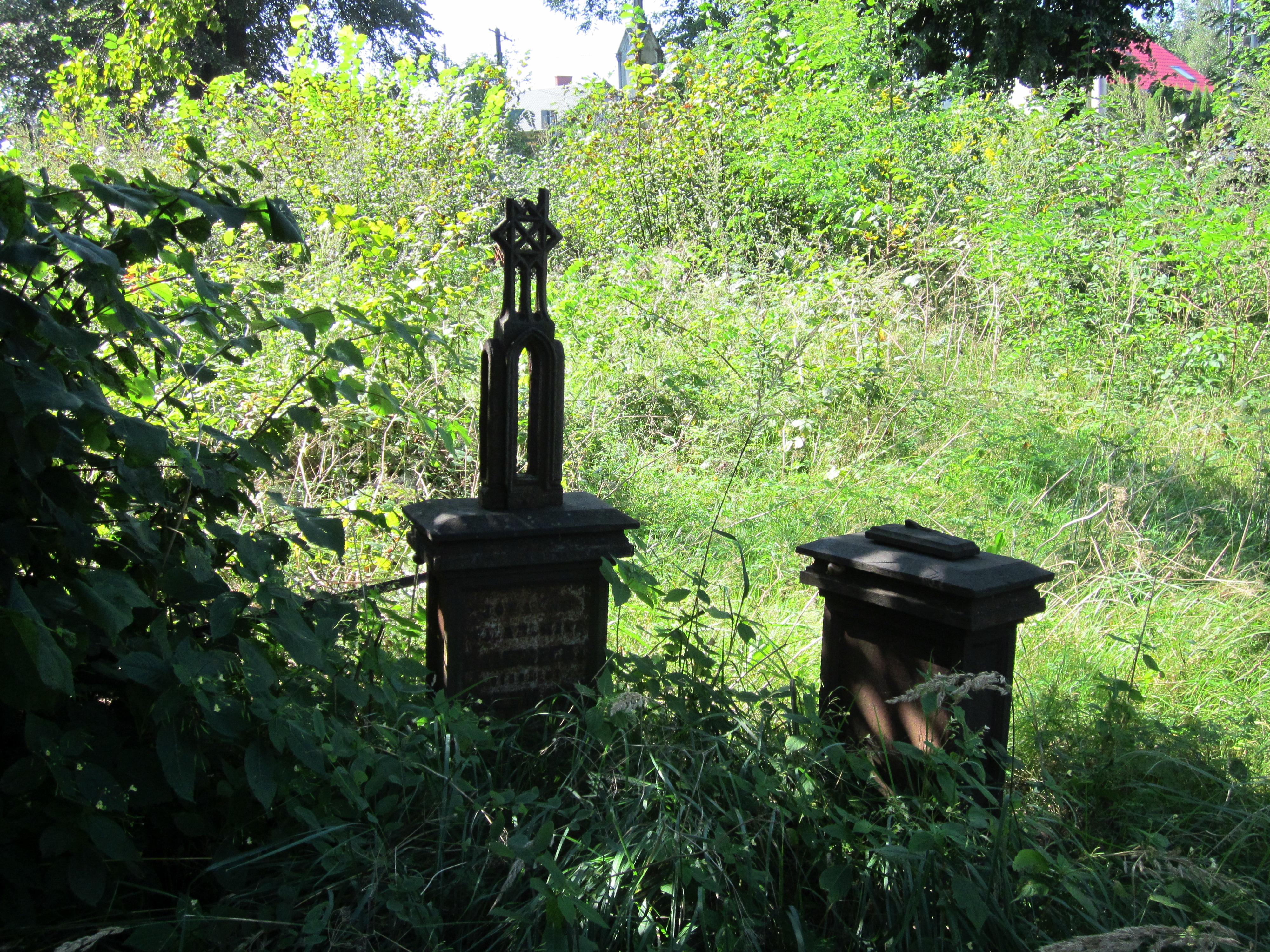
Lápides do Cemitério evangélico
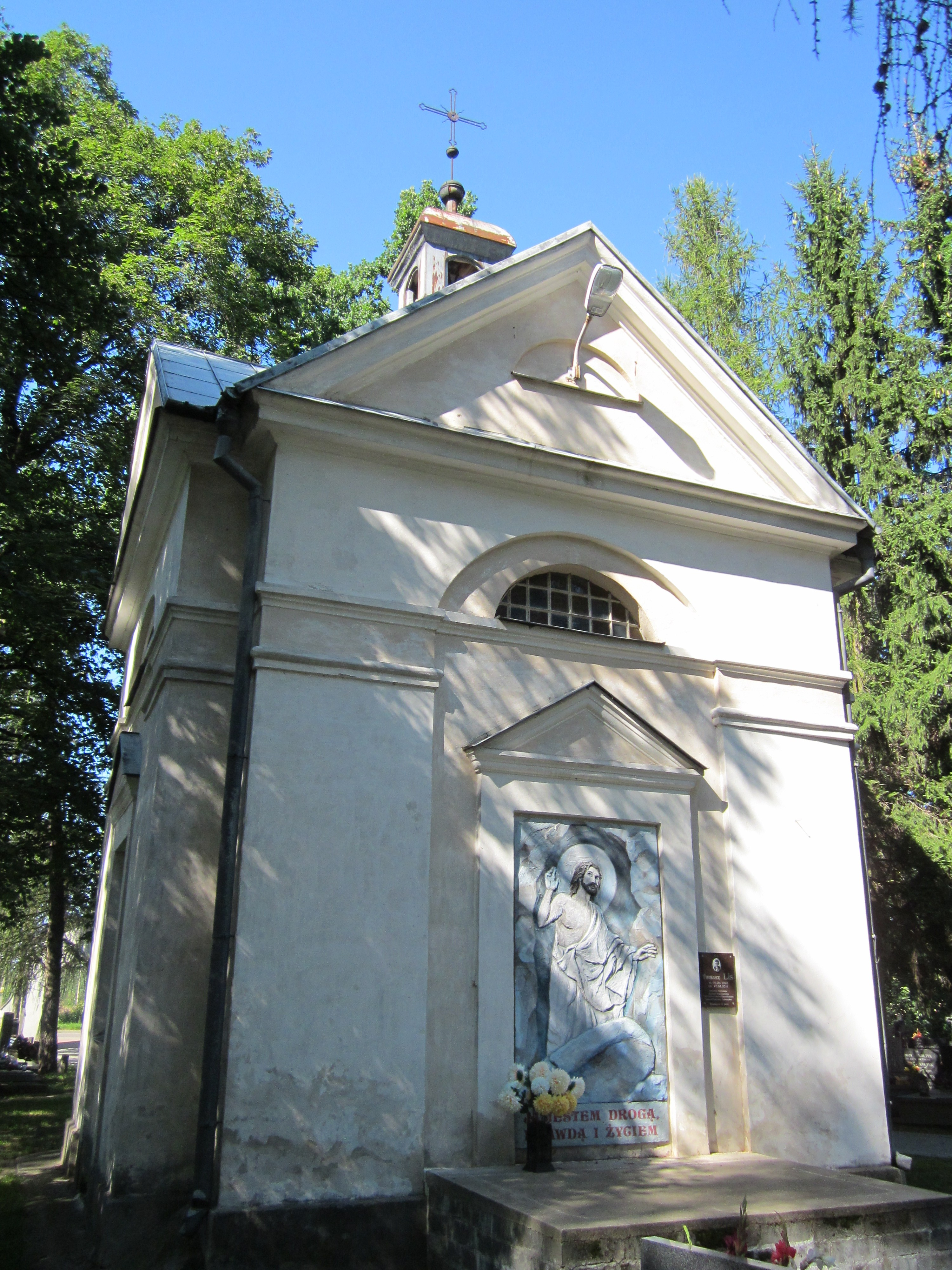
Antiga capela tumular da família Szczuki, construída por volta de 1842 no cemitério católico da rua Sienkiewicz
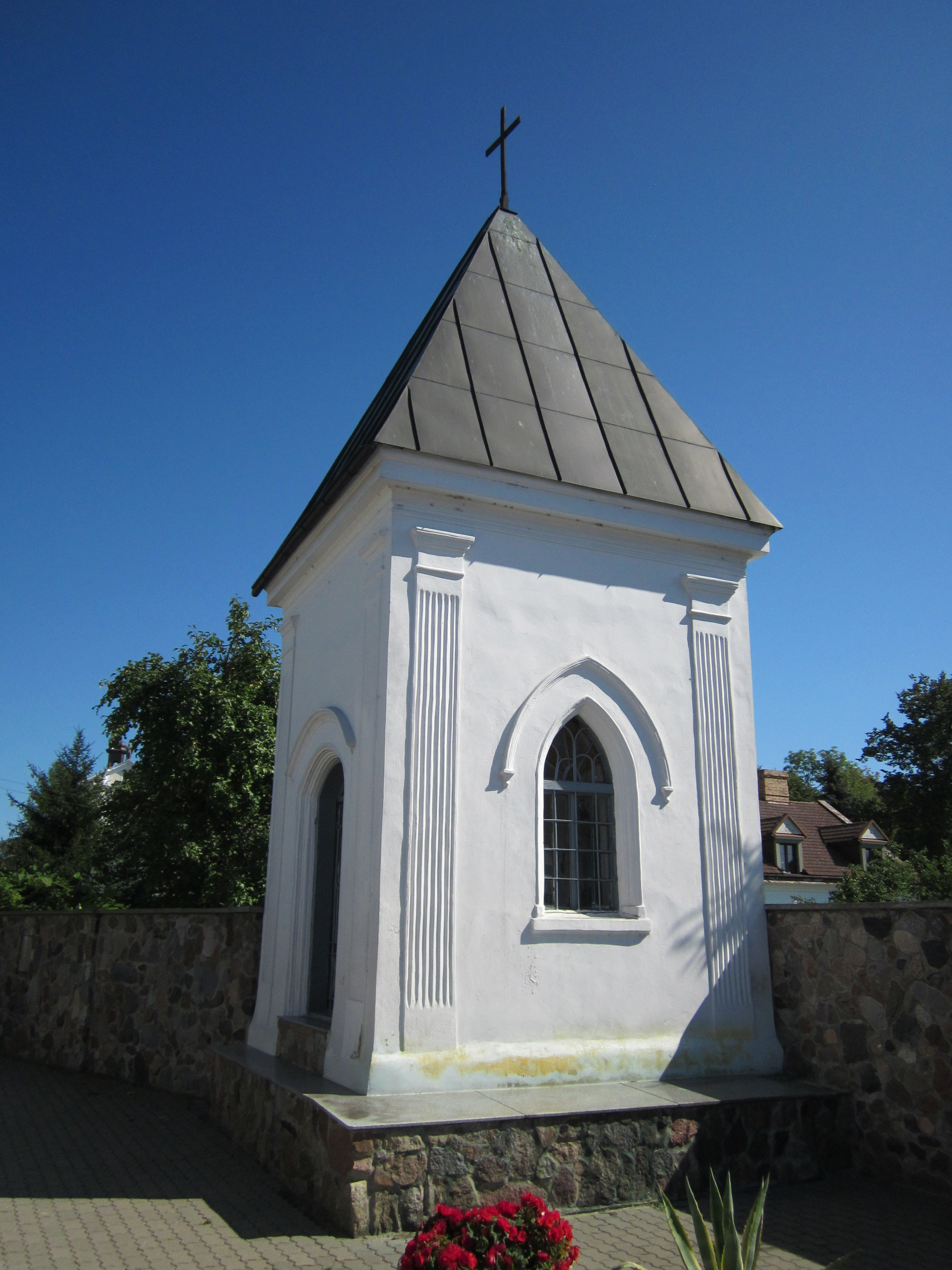
Capela neogótica de Santo Antônio de meados de século XIX
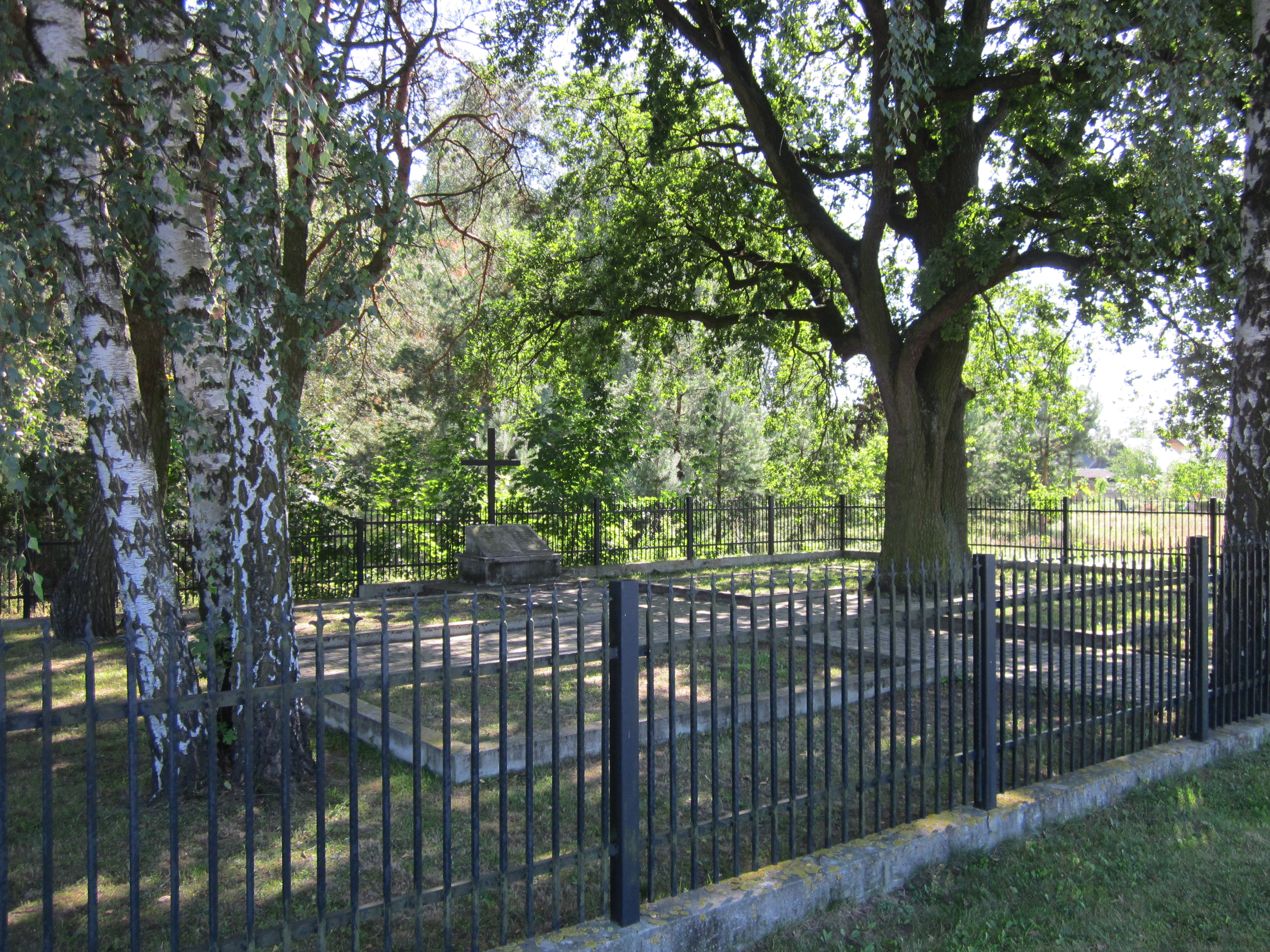
Cemitério dos soldados do Exército polonês da Primeira Guerra Mundial
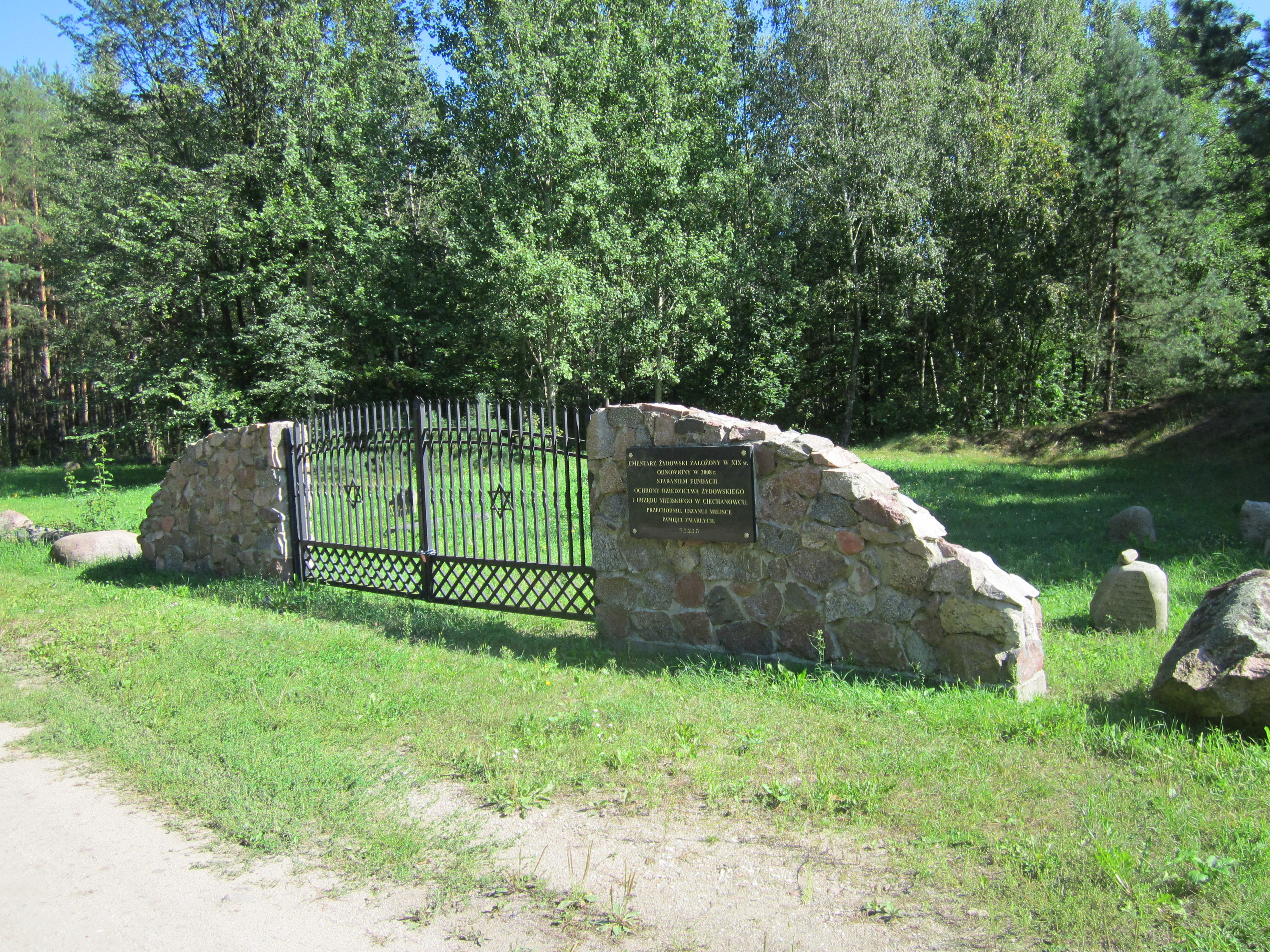
Cemitério judaico do século XIX, renovado em 2008 no aniversário da liquidação do gueto em Ciechanowiec
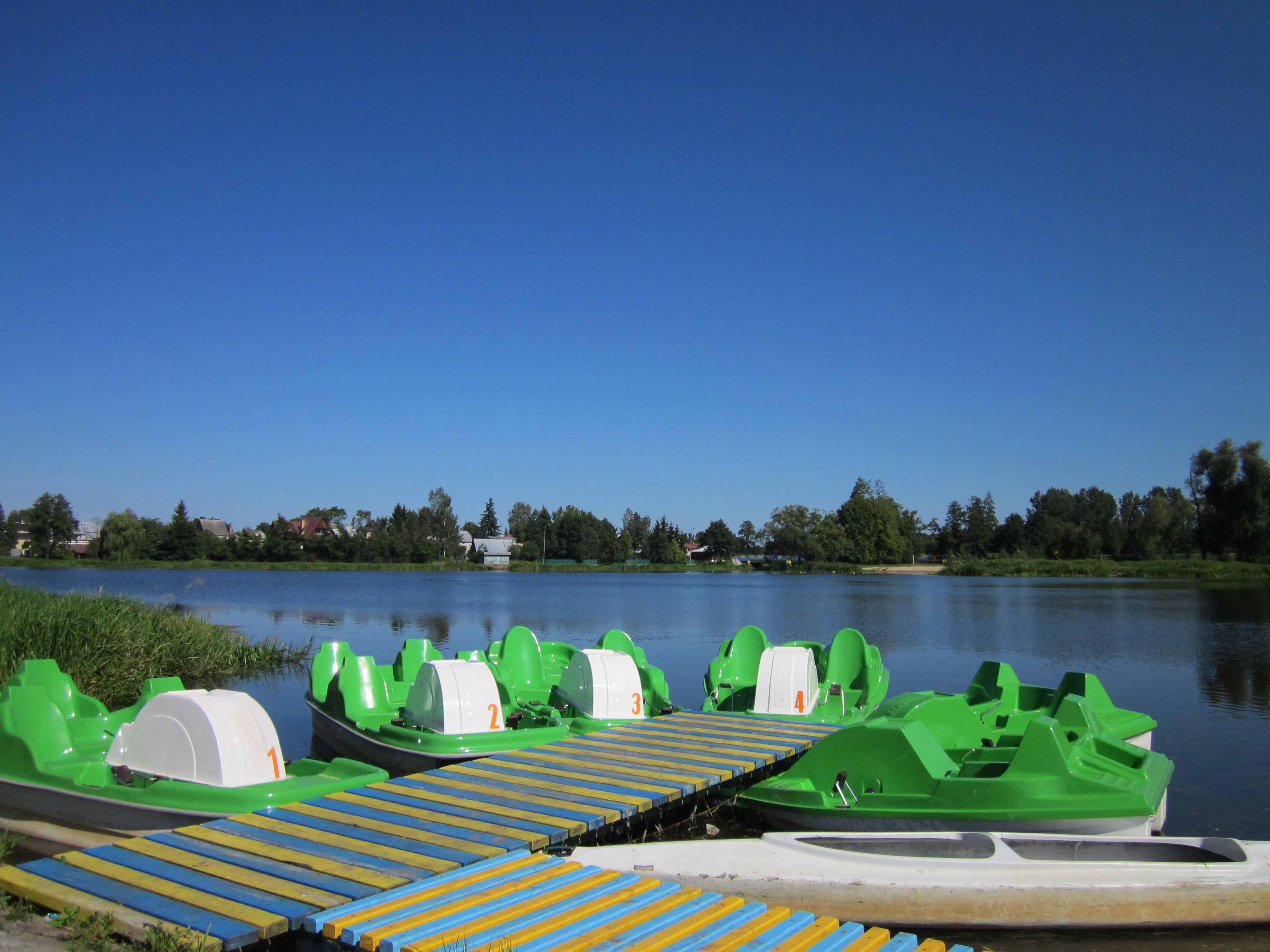
Lagoa — aluguel de equipamentos aquáticos
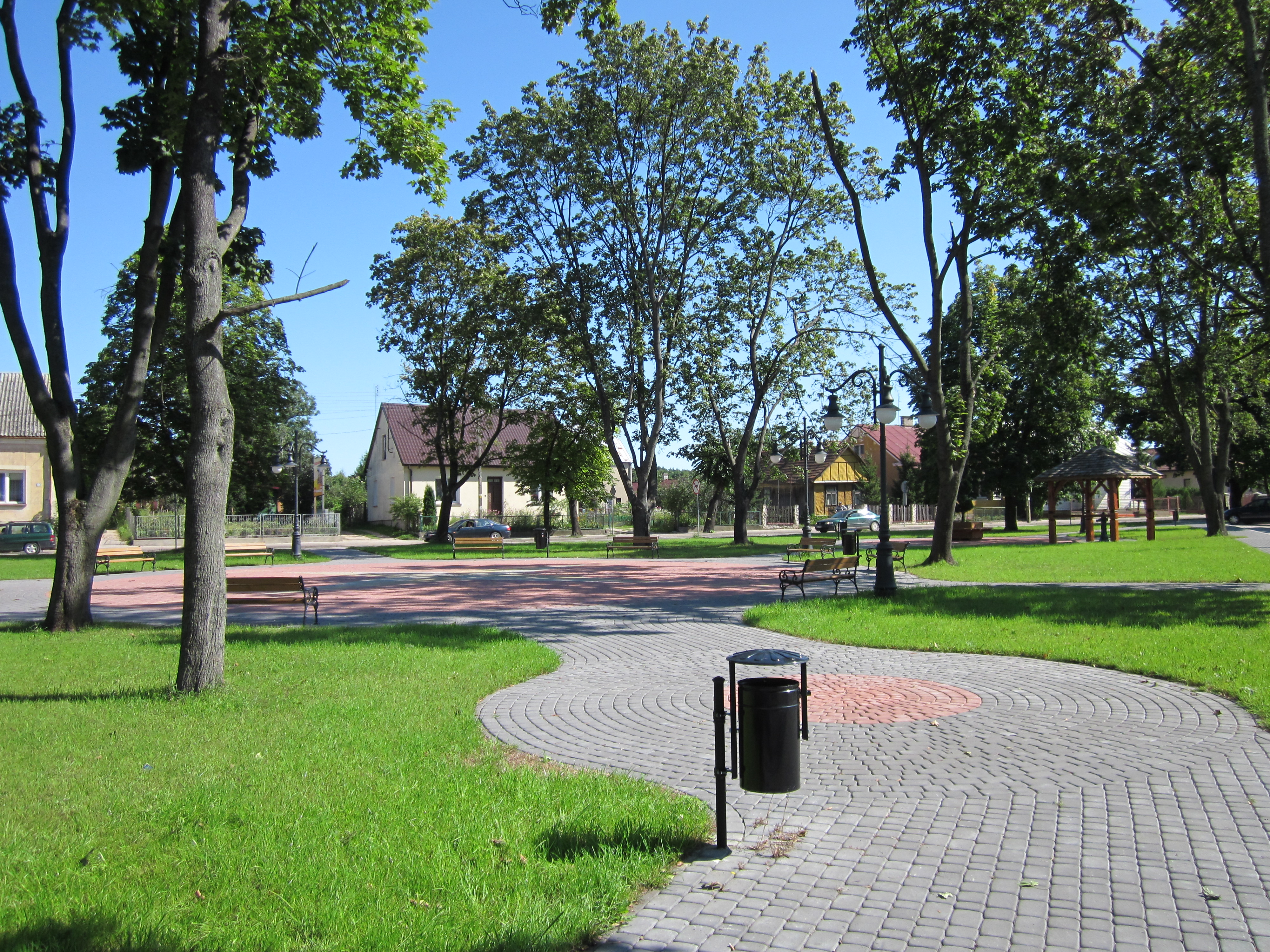
Parque na Praça João Paulo II